# Argegno
Argegno (lombardul: Argegn) település Olaszországban, Lombardia régióban, Como megyében. Lakosainak száma 691 fő (2023. január 1.). Argegno Colonno, Dizzasco, Lezzeno, Pigra, Brienno, Nesso és Schignano községekkel határos.

## Népesség
A település népességének változása:
| Lakosok száma | 666  | 665  | 691  |
|               | 2017 | 2018 | 2023 |